# Nassogne
Nassogne is een plaats en gemeente in de provincie Luxemburg in België. De gemeente telt ruim 5000 inwoners.
Nassogne lag in de Romeinse tijd aan de heirbaan van Bavay naar Trier. De Romeinse keizer Valentinianus I dateerde in 372 verschillende edicten in Villa Nassonia.
Nassogne is een gemeente aan de rand van de Ardennen, met uitgestrekte bossen, prachtige dalen van riviertjes en beken, grazige weiden, omzoomd met hagen van meidoorn en andere struiken. Het is een walhalla voor wandelaars en natuurliefhebbers. De Transardense route van La Roche-en-Ardenne naar Bouillon is een met geel-wit gemarkeerde meerdaagse wandeling die door Nassogne loopt.

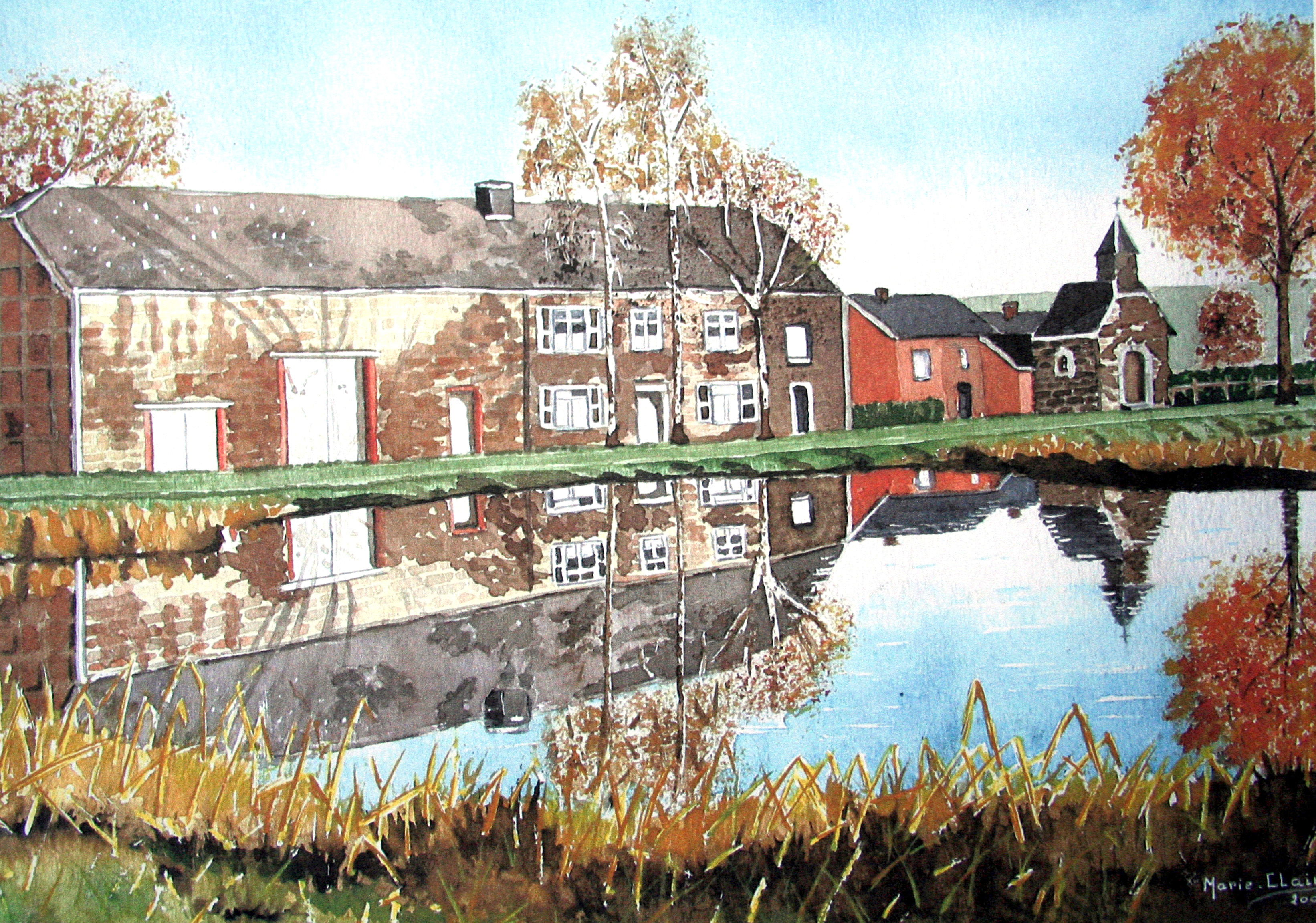
Vijver van "Les Goffes".

## Kernen

### Deelgemeenten
| # | Naam      | Opp. (km²) | Inwoners (2020) | Inwoners per km² | NIS-code |
| - | --------- | ---------- | --------------- | ---------------- | -------- |
| 1 | Nassogne  | 28,42      | 1.489           | 52               | 83040A   |
| 2 | Masbourg  | 7,70       | 206             | 27               | 83040B   |
| 3 | Ambly     | 11,64      | 487             | 42               | 83040C   |
| 4 | Harsin    | 16,04      | 681             | 42               | 83040D   |
| 5 | Grune     | 12,49      | 347             | 28               | 83040E   |
| 6 | Lesterny  | 5,87       | 226             | 38               | 83040F   |
| 7 | Forrières | 11,49      | 1.294           | 113              | 83040G   |
| 8 | Bande     | 19,46      | 838             | 43               | 83040H   |

## Overige kernen
- Chavanne
- Charneux
- Mormont

## Geografie
De gemeente Nassogne ligt op de grens van de Ardennen en de Famenne. Het hoogste punt in de gemeente ligt op 560 m. Het laagste punt op 210 m. in het dal van de Lomme. Het grote bosgebied in het zuidoostelijke deel van de gemeente ligt aan de rand van het Plateau van Saint-Hubert en beslaat in totaal meer dan 6000 ha, meer dan de helft van het grondgebied van Nassogne. Het bos bestaat voor de helft uit naaldbomen en voor de helft uit loofbomen.
In de directe omgeving van Nassogne vindt men o.a. een (biologische) hertenfokkerij, een fokkerij van scharrelvarkens, een schapenfokkerij en een stierenfokkerij. Tussen Nassogne en Saint-Hubert ligt Fourneau St-Michel, een ijzergieterij aan de Masblette, in de 18e eeuw gebouwd door de abdij van St-Hubert, nu museum van het ijzer. Ook is hier het openluchtmuseum van het Waals plattelandsleven met typische gebouwen uit de verschillende streken van Wallonië (boerderijen, een school, een kapel,openbare wasplaats, tabaksschuur,etc.)

## Natuur
De bossen op het plateau van St-Hubert zijn rijk aan (jacht-)wild: edelherten, reeën en wilde zwijnen. Men kan er ook veel vogels waarnemen, waaronder de zwarte ooievaar.
In de gemeente Nassogne zijn in totaal 23 wandelingen bewegwijzerd. Vanuit het dorp Nassogne vertrekken er 8. De overige starten in andere dorpen in de gemeente.

## Collegiale en kapel St. Monon
De collegiale St. Monon is de kerk van Nassogne. De geschiedenis gaat terug tot ca. 600. In die tijd kwam de monnik Muno (St.-Monon) uit Schotland om de bewoners van de streek van “Nassonia” te kerstenen. Nassonia was een bron langs de Romeinse heirbaan van Tongeren-Bavay (Nassonacum, Nassoigne, en daarna uiteindelijk Nassogne). Aanvankelijk bouwde hij een kleine kapel. Hij werd in 636 vermoord.
De toenmalige bisschop Jean l’Agneau van Tongeren en Maastricht liet te zijner ere een kerk bouwen, waarschijnlijk op de plaats van de huidige kerk. Pepijn de Korte (715–768) stichtte een kapittel van kanunniken, waarmee de kerk de titel La Collégiale kreeg. Het kapittel kwam in 825 onder het gezag van de abdij van Saint-Hubert, al werd het in 1086 weer onafhankelijk. Het huidige kerkgebouw werd blijkens een chronogram boven de deur in 1661 bijna volledig verbouwd. De bolvormige klokkentoren is van 1782. In 1794 verdween het kapittel.
De huidige kapel dateert uit 1834 en bevindt zich in de Rue de Coumont. Er wordt gezegd dat de kapel zich bevindt op de plaats van de kapel die St. Monon bouwde. Er wordt ook beweerd dat de kapel op of nabij de plaats staat waar St. Monon werd vermoord. De kapel is herbouwd na een brand in 1781, waarbij enkele delen zijn behouden.
In de kapel bevindt zich een gedenksteen (cenotaaf) ter ere van de kluizenaar van Nassogne (St. Monon), gedateerd 1639.
Tijdens de processie van de Remuages, die jaarlijks wordt gehouden op de zondag na Hemelvaartsdag, wordt de schrijn met relikwieën van de collegiale naar de kapel gedragen.
Rondom de collegiale ligt een oud kerkhof en een laan met lindebomen, geplant in 1804.

## Bezienswaardigheden van Nassogne
Ten zuiden van Nassogne bevindt zich de kapel van St. Leonard. Op een rotspunt boven de kapel is de cave Léonard, een hol dat tot in de 18e eeuw werd bewoond door een kluizenaar.
Ten oosten van het dorp bevindt zich een paviljoen waar prins Pierre-Napoléon Bonaparte heeft gewoond. Het is in 2004 gerestaureerd.
Aan de noordkant van het dorp ligt het Château de Coumont.

## Demografische evolutie

### Demografische evolutie voor de fusie
- Bronnen:NIS, Opm:1831 tot en met 1970=volkstellingen, 1976= inwoneraantal op 31 december

### Demografische evolutie van de fusiegemeente
Alle historische gegevens hebben betrekking op de huidige gemeente, inclusief deelgemeenten, zoals ontstaan na de fusie van 1 januari 1977.
- Bronnen:NIS, Opm:1831 tot en met 1981=volkstellingen; 1990 en later= inwonertal op 1 januari

| Inwoners van jaar tot jaar op 1 januari 1992 tot heden | Inwoners van jaar tot jaar op 1 januari 1992 tot heden | Inwoners van jaar tot jaar op 1 januari 1992 tot heden |
| jaar                                                   | Aantal                                                 | Evolutie: 1992=index 100                               |
| ------------------------------------------------------ | ------------------------------------------------------ | ------------------------------------------------------ |
| 1992                                                   | 4.479                                                  | 100,0                                                  |
| 1993                                                   | 4.477                                                  | 100,0                                                  |
| 1994                                                   | 4.536                                                  | 101,3                                                  |
| 1995                                                   | 4.558                                                  | 101,8                                                  |
| 1996                                                   | 4.663                                                  | 104,1                                                  |
| 1997                                                   | 4.658                                                  | 104,0                                                  |
| 1998                                                   | 4.726                                                  | 105,5                                                  |
| 1999                                                   | 4.701                                                  | 105,0                                                  |
| 2000                                                   | 4.760                                                  | 106,3                                                  |
| 2001                                                   | 4.799                                                  | 107,1                                                  |
| 2002                                                   | 4.816                                                  | 107,5                                                  |
| 2003                                                   | 4.904                                                  | 109,5                                                  |
| 2004                                                   | 4.896                                                  | 109,3                                                  |
| 2005                                                   | 4.927                                                  | 110,0                                                  |
| 2006                                                   | 4.977                                                  | 111,1                                                  |
| 2007                                                   | 5.045                                                  | 112,6                                                  |
| 2008                                                   | 5.096                                                  | 113,8                                                  |
| 2009                                                   | 5.144                                                  | 114,8                                                  |
| 2010                                                   | 5.210                                                  | 116,3                                                  |
| 2011                                                   | 5.207                                                  | 116,3                                                  |
| 2012                                                   | 5.306                                                  | 118,5                                                  |
| 2013                                                   | 5.341                                                  | 119,2                                                  |
| 2014                                                   | 5.365                                                  | 119,8                                                  |
| 2015                                                   | 5.410                                                  | 120,8                                                  |
| 2016                                                   | 5.407                                                  | 120,7                                                  |
| 2017                                                   | 5.379                                                  | 120,1                                                  |
| 2018                                                   | 5.474                                                  | 122,2                                                  |
| 2019                                                   | 5.498                                                  | 122,8                                                  |
| 2020                                                   | 5.568                                                  | 124,3                                                  |
| 2021                                                   | 5.589                                                  | 124,8                                                  |
| 2022                                                   | 5.632                                                  | 125,7                                                  |
| 2023                                                   | 5.695                                                  | 127,1                                                  |
| 2024                                                   | 5.735                                                  | 128,0                                                  |
| 2025                                                   | 5.716                                                  | 127,6                                                  |

## Politiek

### Resultaten gemeenteraadsverkiezingen sinds 1976
| Partij                       | 10-10-1976 | 10-10-1976 | 10-10-1982 | 10-10-1982 | 9-10-1988 | 9-10-1988 | 9-10-1994 | 9-10-1994 | 8-10-2000 | 8-10-2000 | 8-10-2006 | 8-10-2006 | 14-10-2012 | 14-10-2012 | 14-10-2018 | 14-10-2018 | 13-10-2024 | 13-10-2024 |
| Stemmen / Zetels             | %          | 15         | %          | 15         | %         | 15        | %         | 15        | %         | 15        | %         | 15        | %          | 17         | %          | 17         | %          | 17         |
| ---------------------------- | ---------- | ---------- | ---------- | ---------- | --------- | --------- | --------- | --------- | --------- | --------- | --------- | --------- | ---------- | ---------- | ---------- | ---------- | ---------- | ---------- |
| IC1 / I.C.N.2                | 31,641     | 5          | 38,451     | 6          | 34,361    | 6         | 42,231    | 7         | 42,51     | 8         | 42,331    | 8         | 58,461     | 11         | 52,372     | 10         | 47,942     | 10         |
| PS1 / LB2 / US3 / Avec Vous4 | 16,181     | 2          | 18,471     | 2          | 27,112    | 4         | 15,151    | 2         | 12,243    | 1         | 10,924    | 1         | -          |            | -          |            | -          |            |
| ECOLO1 / DcM2                | -          |            | -          |            | -         |           | -         |           | 13,91     | 2         | 14,841    | 2         | 13,511     | 1          | 15,042     | 2          | 8,202      | 0          |
| UC                           | 40,12      | 7          | 43,07      | 7          | 29,72     | 5         | 28,54     | 5         | 27,47     | 4         | 11,3      | 1         | -          |            | -          |            | -          |            |
| EC                           | 12,06      | 1          | -          |            | -         |           | -         |           | -         |           | -         |           | -          |            | -          |            | -          |            |
| RC                           | -          |            | -          |            | 8,81      | 0         | -         |           | -         |           | -         |           | -          |            | -          |            | -          |            |
| PE                           | -          |            | -          |            | -         |           | 14,09     | 1         | -         |           | -         |           | -          |            | -          |            | -          |            |
| USCNE                        | -          |            | -          |            | -         |           | -         |           | 3,89      | 0         | -         |           | -          |            | -          |            | -          |            |
| Ensemble                     | -          |            | -          |            | -         |           | -         |           | -         |           | 20,61     | 3         | 28,03      | 5          | 32,59      | 5          | 37,68      | 7          |
| Envol                        | -          |            | -          |            | -         |           | -         |           | -         |           | -         |           | -          |            | -          |            | 6,18       | 0          |
| Totaal stemmen               | 2815       | 2815       | 2949       | 2949       | 3079      | 3079      | 3122      | 3122      | 3250      | 3250      | 3564      | 3564      | 3644       | 3644       | 3793       | 3793       | 3879       | 3879       |
| Opkomst %                    |            |            |            |            | 96,79     | 96,79     | 95,44     | 95,44     | 94,75     | 94,75     | 95,86     | 95,86     | 92,25      | 92,25      | 91,95      | 91,95      | 89,81      | 89,81      |
| Blanco en ongeldig %         | 1,88       | 1,88       | 3,09       | 3,09       | 4,16      | 4,16      | 3,59      | 3,59      | 5,02      | 5,02      | 4,69      | 4,69      | 5,74       | 5,74       | 7,12       | 7,12       | 6,96       | 6,96       |